# Seznam ameriških igralcev (T)
T. R. Knight - Cat Taber - George Takei - Patricia Tallman - Constance Talmadge - Norma Talmadge - Amber Tamblyn - Russ Tamblyn - Jeffrey Tambor - Lilyan Tashman - Larenz Tate - Sharon Tate - Channing Tatum - Jay Tavare - Serria Tawan - Vic Tayback - Tiny Ron Taylor - Christine Taylor - Courtenay Taylor - Dub Taylor - Elizabeth Taylor - Estelle Taylor - Holland Taylor - Jud Taylor - Lili Taylor - Meshach Taylor - Robert Taylor (igralec) - Ron Taylor - Scout Taylor-Compton - Shaun Taylor-Corbett - Leigh Taylor-Young - Maureen Teefy - Blair Tefkin - Shirley Temple - Fay Templeton - Nino Tempo - Renee Tenison - Lee Tergesen - Alice Terry - Terry Kinney - Phillip Terry - Krista Tesreau - Tia Texada - Max Thayer - Rosemary Theby - Justin Theroux - Tiffani Thiessen - Roy Thinnes - Cristy Thom - Danny Thomas - Heather Thomas - Henry Thomas - Jay Thomas - Jonathan Taylor Thomas - Marlo Thomas - Olive Thomas - Richard Thomas (igralec) - Robin Thomas - Tim Thomerson - Denman Thompson - Brian Thompson - Fred Dalton Thompson - Lea Thompson - Linda Thompson - Susanna Thompson - Dyanne Thorne - Courtney Thorne-Smith - Billy Bob Thornton - Tiffany Thornton - Alexis Thorpe - Uma Thurman - Gene Tierney - Lawrence Tierney - Maura Tierney - Kevin Tighe - Pam Tillis - Jennifer Tilly - Meg Tilly - Justin Timberlake - Gordon Tipple - Ashley Tisdale - Jennifer Tisdale - Kenneth Tobey - George Tobias - Stephen Tobolowsky - Hallie Todd - John Todd (igralec) - Thelma Todd - Tony Todd - James Tolkan - Nicholle Tom - Marisa Tomei - Lily Tomlin - Franchot Tone - Winston Tong - Rip Torn - Gina Torres - Brenna Tosh - Bronwyn Tosh - Audrey Totter - Michelle Trachtenberg - Lee Tracy - Spencer Tracy - Daniel J. Travanti - Greg Travis - Nancy Travis - Stacey Travis - John Travolta - Misti Traya - Sean Treadaway - Robert Trebor - Danny Trejo - Anne Tremko - Claire Trevor - Paula Trickey - Connor Trinneer - Jeanne Tripplehorn - Verne Troyer - Rachel True - Bianca Trump - Jessica Tuck - Forrest Tucker - Jonathan Tucker - Alan Tudyk - Robin Tunney - Florence Turner - Guinevere Turner - Janine Turner (r. Gauntt) - Karri Turner - Kathleen Turner - Lana Turner - Ben Turpin - John Turturro - Nicholas Turturro - Alexandra Tydings - Tyler Neitzel - Buffy Tyler - Judy Tyler - Liv Tyler - Tom Tyler - Michael Tylo - 